# مقهى إنترنت

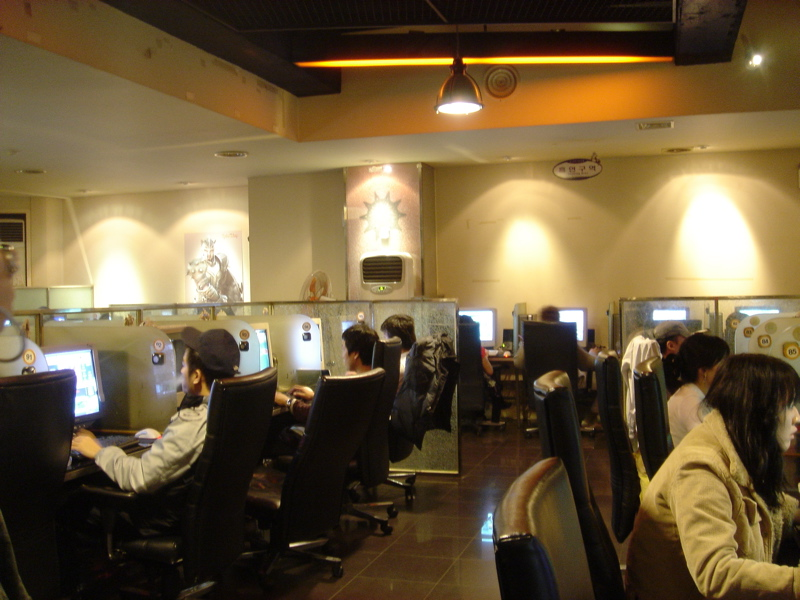
إحدى مقاهي الإنترنت في كوريا الجنوبية

مقهى إنترنت (بالإنجليزية: Internet cafe)‏ هو المكان الذي يمكن للمرء فيه أن يستعمل الحاسوب للاتصال بالإنترنت وفي الغالب يكون ذلك بمقابل مادي، وعادة تحسب الأجرة بالساعة أو بالدقيقة؛ وتوفر بعض المقاهي اشتراكات لعملائها تكون بالشهر أو باليوم، وبعض المقاهي العادية تقدم خدمة الإنترنت مجاناً مع المأكولات والمشروبات التي تقدمها.
وهو عبارة عن صالة مثل صالة المقهي ويوجد به عدد من الكمبيوترات وكذلك بعض الاقراص والأشياء التي يحتاجها المصمم.

## تاريخها

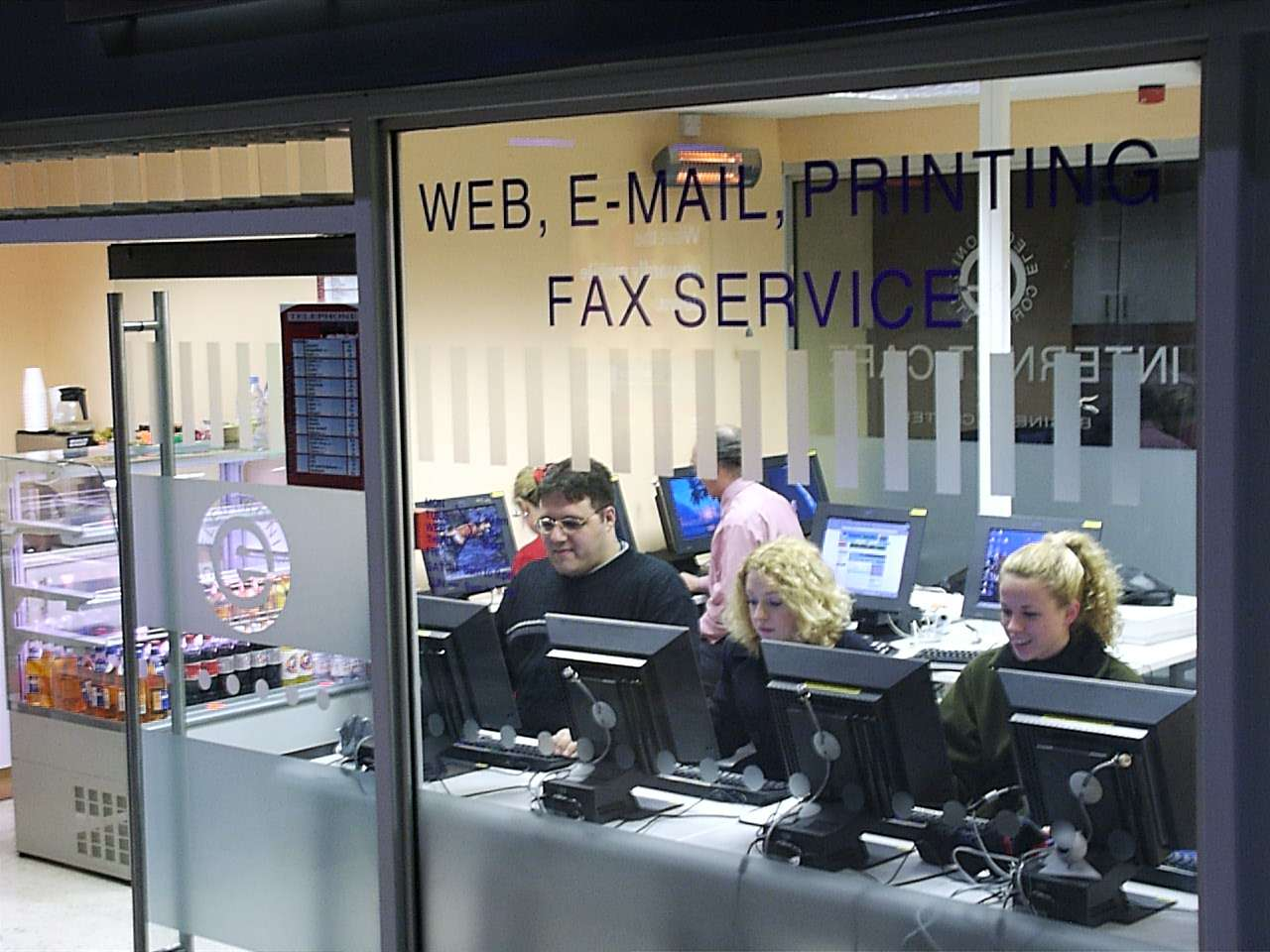
مقهى إنترنت

أنشأَ «آن سان سو» و«كيوم نوري» أولَ مقهى إنترنت في العالم أمام جامعة هونجيك في مدينة سيوول الكورية في مارس (آذار) 1988، سُمّيَ المقهى حينئذٍ المقهى الإلكتروني، وكان فيه اثنان من الحواسيب، متصلة بخطوط الهاتف، تم تصميم أول مقهى إنترنت في الولايات المتحدة الأمريكية عام 1994، أما أول افتتاح كان بلندن في الأول من سبتمبر 1994 وسمي Café Cyberia والآن تعرف ب BTR Internet Café.

## وصلات خارجية
- الأجهزة الذكية تنال من مقاهي الإنترنت